# Brooklyn Nine-Nine/Episodenliste

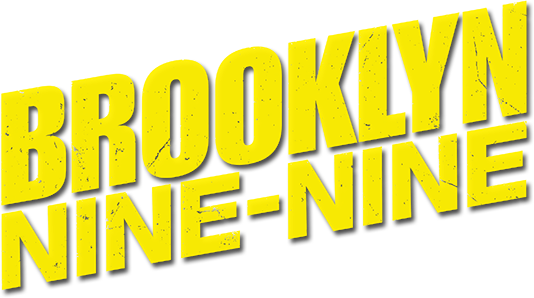
Logo zur Serie

Diese Episodenliste enthält alle Episoden der US-amerikanischen Sitcom Brooklyn Nine-Nine, sortiert nach der US-amerikanischen Erstausstrahlung. Zwischen 2013 und 2021 entstanden in acht Staffeln insgesamt 153 Episoden mit einer Länge von jeweils etwa 22 Minuten.

## Übersicht
| Staffel | Episodenanzahl | Erstausstrahlung USA | Erstausstrahlung USA | Deutschsprachige Erstveröffentlichung | Deutschsprachige Erstveröffentlichung |
| Staffel | Episodenanzahl | Staffelpremiere      | Staffelfinale        | Staffelpremiere                       | Staffelfinale                         |
| ------- | -------------- | -------------------- | -------------------- | ------------------------------------- | ------------------------------------- |
| 1       | 22             | 17. September 2013   | 25. März 2014        | 1. August 2015                        | 1. August 2015                        |
| 2       | 23             | 28. September 2014   | 17. Mai 2015         | 5. März 2016                          | 31. August 2016                       |
| 3       | 23             | 27. September 2015   | 19. April 2016       | 29. Mai 2017                          | 14. Juni 2017                         |
| 4       | 22             | 20. September 2016   | 23. Mai 2017         | 2. August 2017                        | 16. August 2017                       |
| 5       | 22             | 26. September 2017   | 20. Mai 2018         | 26. September 2019                    | 26. September 2019                    |
| 6       | 18             | 10. Januar 2019      | 16. Mai 2019         | 10. Januar 2021                       | 10. Januar 2021                       |
| 7       | 13             | 6. Februar 2020      | 23. April 2020       | 5. November 2021                      | 23. November 2021                     |
| 8       | 10             | 12. August 2021      | 16. September 2021   | 30. Dezember 2022                     | 30. Dezember 2022                     |

## Staffel 1
Die Erstausstrahlung der ersten Staffel war vom 17. September 2013 bis zum 25. März 2014 auf dem US-amerikanischen Fernsehsender Fox zu sehen. Die deutschsprachige Erstveröffentlichung fand am 1. August 2015 auf Netflix per Streaming statt.
| Nr. (ges.) | Nr. (St.) | Deutscher Titel                                              | Originaltitel             | Erstausstrahlung USA | Deutschsprachige Erstausstrahlung (D/A/CH) | Regie                    | Drehbuch                        | Zuschauer (USA) |
| --- | --------- | ------------------------------------------------------------ | ------------------------- | -------------------- | ------------------------------------------ | ------------------------ | ------------------------------- | --------------- |
| 1 | 1         | Wir fangen Verbrecher und sehen gut dabei aus                | Pilot                     | 17. Sep. 2013        | 1. Aug. 2015                               | Phil Lord & Chris Miller | Dan Goor & Michael Schur        | 6,17 Mio.       |
| Das 99. Revier steht neuerdings unter der Leitung von Raymond Holt, der die Zügel im Vergleich zu seinem Vorgänger anzieht. Der talentierte Detective Jacob „Jake“ Peralta eckt daher mit seiner sorglosen Art an. Unterstützung erhält er vor allem von Detective Charles Boyle. Detective Sergeant Terrence „Terry“ Jeffords und Detective Amy Santiago geben derweil Detective Rosa Diaz Ratschläge zum Schnüffeln bezüglich Ungereimtheiten in deren Beziehung. Diese stellen sich als unbedeutend heraus, dennoch kommt es zur Trennung, was Rosas Ex ziemlich mitnimmt. |           |                                                              |                           |                      |                                            |                          |                                 |                 |
| 2 | 2         | In jedweder Hinsicht optimal                                 | The Tagger                | 24. Sep. 2013        | 1. Aug. 2015                               | Craig Zisk               | Norm Hiscock                    | 4,03 Mio.       |
| Die unordentliche Arbeitsweise und mangelnde Disziplin von Jake nerven den Vorgesetzten Holt und er macht ihn vor allen zur Sau. Als Jake unter Aufsicht von Holt einen Jugendlichen auf frischer Tat beim Besprühen von Polizeiwagen ertappt, zögert er bei den folgenden Schritten, da der Vater des polizeibekannten Jugendlichen ebenfalls Polizist ist, aber ranghöher. Charles lässt sich von einer Freundin Ginas aus dem Konzept bringen, da deren schwammige Vorhersagen der Zukunft bei einem Drogenfund eintreffen. Das nährt seine Zweifel und macht eine Annäherung an die frisch getrennte Rosa schwieriger.                                                               |           |                                                              |                           |                      |                                            |                          |                                 |                 |
| 3 | 3         | Ich habe Etknupfeit                                          | The Slump                 | 1. Okt. 2013         | 1. Aug. 2015                               | Julie Anne Robinson      | Prentice Penny                  | 3,43 Mio.       |
| Jake befindet sich in einer Flaute, denn seine ungelösten Fälle stapeln sich, während er keinen einzigen abschließen kann. Auch sonst läufts nicht so richtig, daher setzt Holt ihn für langweiligen Papierkram ein, während Hitchcock überraschenden Erfolg mit einem von Jakes ehemaligen Fällen hat. Amy soll Jugendliche für die Arbeit bei der Polizei begeistern, scheitert jedoch. Als auch Rosa von ihnen nicht ernstgenommen wird, muss Gina aushelfen, was ihr Respekt von Holt einbringt. Terry nutzt seine Zeit, um ein Puppenhaus für seine Töchter zu bauen. Die Fummelarbeit sagt ihm gar nicht zu, Charles hat hingegen ein Händchen dafür und unterstützt ihn.          |           |                                                              |                           |                      |                                            |                          |                                 |                 |
| 4 | 4         | Der mieseste Assistent der Welt                              | M.E. Time                 | 8. Okt. 2013         | 1. Aug. 2015                               | Troy Miller              | Gil Ozeri                       | 3,34 Mio.       |
| Der Gesichtsausdruck von Holt ist schwer zu lesen, daher schätzen viele Kollegen seine Stimmungen falsch ein. Amy hingegen gibt sich selbstbewusst genau dies zu können und animiert Terry, ein Bild von Holt zu malen, um dessen schlechte Stimmung zu heben. Charles wird von Jake in einem Fall unterstützt, jedoch hat dieser Schwierigkeiten, sich unterzuordnen. Es fällt ihm erst leichter, als er dadurch die Möglichkeit erhält, mit der Pathologin zu flirten. Nach einem abendlichen Date und wegen ihres speziellen Fetischs vernachlässigt er bald seine Aufgaben und hält sie ebenfalls von der Arbeit ab.                                                                 |           |                                                              |                           |                      |                                            |                          |                                 |                 |
| 5 | 5         | Wir nennen ihn den Geier                                     | The Vulture               | 15. Okt. 2013        | 1. Aug. 2015                               | Jason Ensler             | Laura McCreary                  | 3,43 Mio.       |
| Kurz vor der Auflösung eines Falls taucht Keith Pembroke auf und zieht diesen an sich, um mit möglichst wenig Arbeit möglichst viele Lorbeeren einzuheimsen. Dieses Verhalten hat er schon häufiger gezeigt, was ihm den Spitznamen „Der Geier“ eingetragen hat. Terry wird von Holt und Gina auf einen Schießstand gelockt, wo diese mit ihm dessen Angst überwinden wollen, denn trotz hoher Treffsicherheit hat Terry eine Abneigung gegen die Waffennutzung. |           |                                                              |                           |                      |                                            |                          |                                 |                 |
| 6 | 6         | Halloween ist Weihnachten für Arschgeigen                    | Halloween                 | 22. Okt. 2013        | 1. Aug. 2015                               | Dean Holland             | Lesley Arfin                    | 3,77 Mio.       |
| Charles und Amy sind undercover auf Halloween Partys unterwegs. Er feiert dies, während sie es verabscheut. Um keine Spielverderberin zu sein, kostümiert sie sich dennoch mit den Kollegen im Büro. Terry glaubt an einen weichen Kern von Rosa und befragt sie über ihre Vergangenheit. Jake und Holt schließen eine Wette ab. Jake scheint seine Sache schlecht zu machen, was sich aber als Schauspiel herausstellt, damit seine Kollegen ihm ungesehen helfen konnten. |           |                                                              |                           |                      |                                            |                          |                                 |                 |
| 7 | 7         | Total zum Teil meine Schuld                                  | 48 Hours                  | 5. Nov. 2013         | 1. Aug. 2015                               | Peter Lauer              | Luke Del Tredici                | 3,89 Mio.       |
| Jake trifft auf einen frisch entlassenen Dieb und nimmt ihn kurzerhand erneut wegen eines Diebstahls fest, ohne jedoch irgendwelche Beweise zu haben. Da er ihn nur begrenzte Zeit so festhalten darf und der Ruf des Reviers auf dem Spiel steht, heißt das Extraschichten am Wochenende für alle. Nur Terry kommt das gelegen, da er so seinem Schwager aus dem Weg gehen kann, der ihn nicht für voll nimmt. Holt lässt ihn sogar auf dem Revier nächtigen. Amy hingegen versetzt zwangsläufig zweimal ihr Date, während Charles einen essenstechnischen Diskurs zwischen Rosa und Gina schlichtet.                                                                                   |           |                                                              |                           |                      |                                            |                          |                                 |                 |
| 8 | 8         | Das waren noch echte Kerle                                   | Old School                | 12. Nov. 2013        | 1. Aug. 2015                               | Beth McCarthy-Miller     | Gabe Liedman                    | 3,26 Mio.       |
| Ein bekannter Autor von Kriminalliteratur, dessen Bücher Jake in seiner Jugend beeinflusst haben, begleitet diesen und Amy bei deren Arbeit, um früherer Polizeiarbeit mit der heutigen zu vergleichen. Dabei will Jake zu gut ankommen und tätigt fragwürdige Aussagen gepaart mit unangemessenem Verhalten. Rosa wird von Terry und Charles beraten, wie sie bei ihren Aussagen vor Gericht besser ankommt, was anfangs eher das Gegenteil bewirkt. |           |                                                              |                           |                      |                                            |                          |                                 |                 |
| 9 | 9         | König Torfnase von Torfnasien                                | Sal’s Pizza               | 19. Nov. 2013        | 1. Aug. 2015                               | Craig Zisk               | Lakshmi Sundaram                | 3,36 Mio.       |
| Auf dem Revier gibt es einige Probleme mit der IT, sodass Terry und Gina nach einem geeigneten IT-Spezialisten suchen, der sie unterstützt. Amy findet heraus, dass Rosa ein Angebot als Captain eines anderen Reviers bekommen hat. Diese hat es aber abgelehnt, da es dort langweilig ist. Jake und Charles kommen mit der Feuerwehr ins Gehege, als sie eine abgebrannte Pizzeria untersuchen, die für Jake sentimental wichtig war. |           |                                                              |                           |                      |                                            |                          |                                 |                 |
| 10 | 10        | Desaster garantiert                                          | Thanksgiving              | 26. Nov. 2013        | 1. Aug. 2015                               | Jorma Taccone            | Luke Del Tredici                | 3,69 Mio.       |
| Amy lädt die Kollegen zu einem abendlichen Thanksgiving-Dinner ein, womit sie auch ihren Vorgesetzten Holt beeindrucken möchte. Dieser verabschiedet sich jedoch vor dem Essen, da sich ein neuer Fall ergeben hat, und wird von Jake begleitet, der glücklich der Szenerie entflieht. Terry kann seinen Hunger nicht mehr zügeln, doch leider schmeckt das Essen überhaupt nicht. So organisiert Charles ein nicht ganz traditionelles, aber mundendes Abendessen. |           |                                                              |                           |                      |                                            |                          |                                 |                 |
| 11 | 11        | Mein Safe House, meine Regeln                                | Christmas                 | 3. Dez. 2013         | 1. Aug. 2015                               | Jake Szymanski           | Dan Goor                        | 3,66 Mio.       |
| Holt erhält Morddrohungen und wird daher zur Sicherheit stets von Jake begleitet. Um der Gefahr nicht länger ausgesetzt zu sein, suchen sie jedoch aktiv nach dem Ursprung. Am Bahnhof kommt es zu Schüssen, wobei Charles Rosa deckt und dabei angeschossen wird. Terry ergattert den Stempel auf seinem psychologischen Gutachten und überwältigt bei seinem ersten, erneuten Einsatz den Schützen, womit er Holt und Jake das Leben rettet. |           |                                                              |                           |                      |                                            |                          |                                 |                 |
| 12 | 12        | Angst ist das beste Aphrodisiakum                            | Pontiac Bandit            | 7. Jan. 2014         | 1. Aug. 2015                               | Craig Zisk               | Norm Hiscock & Lakshmi Sundaram | 3,44 Mio.       |
| Rosa fasst einen Kriminellen, der sie und Jake zu Doug Judy, genannt Pontiac Bandit, führen soll. Der Lockvogel führt sie jedoch in die Irre und entwischt, es war Doug Judy selbst. Charles kehrt nach seiner Schussverletzung auf das Revier zurück, wo er jedoch noch Unterstützung im Alltag braucht. Die Kollegen versuchen seine Wünsche zu erfüllen, straucheln aber einer nach dem anderen. Als Ausgleich bekommt Charles von Holt zwei Welpen geschenkt. |           |                                                              |                           |                      |                                            |                          |                                 |                 |
| 13 | 13        | Das schlimmste Date aller Zeiten                             | The Bet                   | 14. Jan. 2014        | 1. Aug. 2015                               | Julian Farino            | Laura McCreary                  | 3,53 Mio.       |
| Charles erhält für seine Aufopferung eine Auszeichnung, die in manchen Augen jedoch an Wert verliert, als ein Pferd dieselbe erhält. Unter dem Einfluss von Schmerzmitteln spricht er zudem auch unliebsame Wahrheiten aus. Holt spricht mit Terrys Frau über diesen Einsatz, sie ist jedoch von dem Mut angesichts der damit einhergehenden Gefahr alles andere als angetan. Nach gewonnener Wette führt Jake Amy auf ein „schlimmes Date“, das trotzdem Freude bereitet. |           |                                                              |                           |                      |                                            |                          |                                 |                 |
| 14 | 14        | Der Ebenholz-Falke fliegt wieder                             | The Ebony Falcon          | 21. Jan. 2014        | 1. Aug. 2015                               | Michael Blieden          | Prentice Penny                  | 4,55 Mio.       |
| Terry ist wieder im Einsatz und ermittelt mit Jake und Charles undercover in der Umgebung von Fitnessstudios im Bezug auf Steroide, jedoch wird Jake zu nervös und nimmt ihren Kontaktmann vorzeitig fest. Nach einem Einbruch in Ginas Wohnung fühlt sich diese dort nicht mehr sicher und vermisst zudem das entsprechende Feingefühl bei Amy und Rosa, sodass sie über Holt sogar offiziell dagegen vorgehen möchte, wodurch die beiden sie stärker unterstützen. |           |                                                              |                           |                      |                                            |                          |                                 |                 |
| 15 | 15        | Der Holt-Jeffords-Strategiestrudel                           | Operation: Broken Feather | 2. Feb. 2014         | 1. Aug. 2015                               | Julie Anne Robinson      | Dan Goor & Mike Schur           | 15,07 Mio.      |
| Der Geier ist wieder im Revier, doch diesmal ist Jake ihm einen Schritt voraus und hat bereits das Geständnis des Beschuldigten. Als Amy über ein Angebot aus der Abteilung des Geiers nachdenkt, setzt sich Jake für ihren Verbleib ein, während sie auf einem offiziellen Anlass in einem Hotel ermitteln. Holt und Terry wollen die Effizienz auf dem Revier steigern und dabei unter anderem an der Aggressivität von der unwissenden Rosa arbeiten. |           |                                                              |                           |                      |                                            |                          |                                 |                 |
| 16 | 16        | Hier springt einem das Niveau aus jedem Winkel entgegen      | The Party                 | 4. Feb. 2014         | 1. Aug. 2015                               | Michael Engler           | Gil Ozeri & Gabe Liedman        | 3,22 Mio.       |
| Holt und sein Lebensgefährte Kevin laden neben vielen weiteren Gästen auch Teile des 99. Reviers zu sich nach Hause ein. Terry versucht ihnen vorher noch Manieren beizubringen, was bei allen außer Amy und Jake einigermaßen funktioniert, die ihre Gastgeber zu beeindrucken suchen. So erkundet Charles mit einer Dame die Tiefen des Umami-Geschmacks, Scully singt und Rosa findet für Gina Psychologen, die von dieser begeistert sind. |           |                                                              |                           |                      |                                            |                          |                                 |                 |
| 17 | 17        | Sagen Sie nur AAGLNYCPA                                      | Full Boyle                | 11. Feb. 2014        | 1. Aug. 2015                               | Craig Zisk               | Norm Hiscock                    | 2,88 Mio.       |
| Charles Bekanntschaft mit Vivian entwickelt sich zu einer Beziehung, die erschreckend schnell vorangeht. Jake versucht Charles zu helfen, damit das Tempo die Beziehung nicht ruiniert. Rosa und Amy können einen Typen in Superheldenverkleidung nicht ernst nehmen. Dieser hat jedoch relevante Daten zu ihrem eigentlichen Fall, den Terry den beiden jedoch wegen ihres unprofessionellen Verhaltens entzieht und an Scully und Hitchcock gibt. Holt ist seit über 20 Jahren der Vorsitzende einer Vereinigung namens African-American Gay and Lesbian New York City Policeman's Association, doch wird nun im Vorsitz herausgefordert, sodass er Gina um ihre Unterstützung bittet. |           |                                                              |                           |                      |                                            |                          |                                 |                 |
| 18 | 18        | Wie eine stolze Mama-Henne                                   | The Apartment             | 25. Feb. 2014        | 1. Aug. 2015                               | Tucker Gates             | David Quandt                    | 2,66 Mio.       |
| Es stehen Evaluationen der Kollegen an, doch leider erwischt anfangs keiner einen guten Tag gegenüber Holt, obwohl Terry sich für jeden einsetzt. Während Charles Rosa beim Kleinkrieg mit einem anderen Kollegen unterstützt, ist Gina mit dem sorglosen Jake unterwegs, der seine Wohnung finanziell nicht mehr halten kann. Letztendlich tauscht Jake seine Wohnung mit der kleineren von Gina, die lange gespart hat, und will finanziell verantwortungsbewusster werden. |           |                                                              |                           |                      |                                            |                          |                                 |                 |
| 19 | 19        | Französischer Geheimagent, Ballistikexperte, großer Charmeur | Tactical Village          | 4. März 2014         | 1. Aug. 2015                               | Fred Goss                | Luke Del Tredici                | 2,61 Mio.       |
| Gina daddelt während der Arbeit ein Minigame auf ihrem Handy. Holt probiert dies auch aus und ist überrascht, wie schwer es ist, wieder aufzuhören. Währenddessen ist der Rest der Truppe in einem Trainingscamp, wo Einsätze unter Nutzung von Markierern simuliert werden. Als Amy auf dem Gelände von ihrem Bekannten Teddy auf ein Date gefragt wird, ist Jake eifersüchtig und nimmt die folgende Simulation sehr ernst, um den von Teddys Truppe aufgestellten Zeitrekord zu brechen. Charles hat Rosa nicht auf seine bevorstehende Hochzeit eingeladen. Sie ist sauer und lässt ihn leiden, bis sie sich aussprechen.                                                            |           |                                                              |                           |                      |                                            |                          |                                 |                 |
| 20 | 20        | Wir müssen über Ottawa reden                                 | Fancy Brudgom             | 11. März 2014        | 1. Aug. 2015                               | Victor Nelli, Jr.        | Laura McCreary                  | 2,49 Mio.       |
| Charles wählt Jake als seinen Trauzeugen, der in bei seinen Entscheidungen berät. Jake ist begeistert, bis Charles ihm gesteht, dass Vivian gegen seinen Wunsch mit ihm nach Kanada ziehen möchte, er jedoch auch nicht wegen Widerworten die Beziehung aufs Spiel setzen möchte. Rosa arbeitet an einer Entschuldigung gegenüber einem Kollegen, während Gina, Amy und Terry eine Diät ausprobieren, die einer nach dem anderen wieder abbricht. |           |                                                              |                           |                      |                                            |                          |                                 |                 |
| 21 | 21        | Nimmt sich das Verbrechen frei und macht seine Wäsche        | Unsolvable                | 18. März 2014        | 1. Aug. 2015                               | Ken Whittingham          | Prentice Penny                  | 2,50 Mio.       |
| Amy möchte mit Teddy über das Wochenende wegfahren und gaukelt Holt gegenüber Zahnschmerzen vor. Dieser bringt sie jedoch zum Zahnarzt, wo die Lüge auffliegt, obwohl sich Amys Zähne tatsächlich in einem schlechten Zustand befinden. Jake nimmt mit Terry einen alten ungelösten Fall auf, um sich von Amy abzulenken. Die Lösung des Falls trägt trotzdem nicht zur Lösung seiner romantischen Lage bei. Vivian und Charles telefonieren viel, um ihre angespannte Situation zu klären. Um Charles dafür mehr Freiraum zu geben, zeigen Rosa und Gina ihm ein geheimes Bad. Scully und Hitchcock haben jedoch nur darauf gewartet, hier ihre detektivischen Talente zu zeigen.       |           |                                                              |                           |                      |                                            |                          |                                 |                 |
| 22 | 22        | Captain Raymond Sexvibes                                     | Charges and Specs         | 25. März 2014        | 1. Aug. 2015                               | Akiva Schaffer           | Gabe Liedman & Gil Ozeri        | 2,59 Mio.       |
| Jake wird von Commissioner Podolski aufgefordert, seinen aktuellen Fall in Bezug auf Geldwäsche ruhen zu lassen. Als er mit Amys Hilfe gegen seine direkten Befehle weiterermittelt und dabei Beweise findet, schlägt sich auch Holt auf seine Seite. Da der Fall jedoch größer als gedacht ist, wird Jake offiziell gefeuert, um dem FBI undercover zu helfen. Seine Arbeit auf dem 99. ruht, daher spricht er gegenüber Amy seine Gefühle für sie an. Charles leidet unter seiner Trennung von Vivian. Terry und Rosa wollen ihn auf verschiedene Weisen wieder aufbauen, Gina hingegen hält Sex für die einzige richtige Ablenkung, und wacht am Morgen neben ihm auf.                |           |                                                              |                           |                      |                                            |                          |                                 |                 |

## Staffel 2
Die Erstausstrahlung der zweiten Staffel war vom 28. September 2014 bis zum 17. Mai 2015 auf dem US-amerikanischen Fernsehsender Fox zu sehen. Die deutschsprachige Erstausstrahlung der ersten zehn Folgen sendete der österreichische TV-Sender ORF eins vom 5. März bis zum 14. Mai 2016. Die restlichen Folgen waren ab dem 31. August 2016 per Streaming auf Netflix verfügbar.
| Nr. (ges.) | Nr. (St.) | Deutscher Titel                                        | Originaltitel              | Erstausstrahlung USA | Deutschsprachige Erstausstrahlung (A/D/CH) | Regie                | Drehbuch                                | Zuschauer (USA) |
| --- | --------- | ------------------------------------------------------ | -------------------------- | -------------------- | ------------------------------------------ | -------------------- | --------------------------------------- | --------------- |
| 23 | 1         | Richtig gangstermäßig investigative Cops oder so       | Undercover                 | 28. Sep. 2014        | 5. März 2016                               | Dean Holland         | Luke Del Tredici                        | 5,56 Mio.       |
| Jakes Einsatz geht erfolgreich zu Ende, doch neben über einem dutzend Festnahmen entkommt einer doch noch, sodass Jake zusammen mit Charles diesem erneut undercover nachstellt, aber diesmal ohne Erfolg. Auch haben sich seine Hoffnungen zerschlagen, dass Amy wieder Single sein könnte. Trotzdem freuen sich alle über seine Rückkehr, was sie von zusätzlichen Übungen ablenkt. Gina hofft, dass Charles gegenüber Jake den Mund wegen des ONS hält. |           |                                                        |                            |                      |                                            |                      |                                         |                 |
| 24 | 2         | Wenn Sie hier sind, wer bewacht dann die Hölle?        | Chocolate Milk             | 5. Okt. 2014         | 12. März 2016                              | Fred Goss            | Gabe Liedman                            | 3,31 Mio.       |
| Terry und Jake arbeiten nicht nur gemeinsam an einem Fall, sondern Jake möchte Terry auch als Freund helfen, daher kümmert er sich bei dessen anstehender Vasektomie um ihn. Unter Einfluss der Narkotika plaudert Terry offen, auch über seine eigentliche Ablehnung gegenüber dem Eingriff. Die Vorgesetzte Madeleine Wuntch schaut sich auf dem 99. um, leider sind sie und Holt alte Bekannte. Rosa unterstützt Charles und begleitet ihn auf eine Feier. |           |                                                        |                            |                      |                                            |                      |                                         |                 |
| 25 | 3         | Wir spielen, um Amy verlieren zu sehen                 | The Jimmy Jab Games        | 12. Okt. 2014        | 19. März 2016                              | Rebecca Asher        | Lakshmi Sundaram                        | 4,51 Mio.       |
| Während Holt und Terry unterwegs sind, um bei Wuntch Mittel für weitergehende Ermittlung bewilligt zu bekommen, nutzen die Kollegen ihre Zeit ohne ihre Vorgesetzten für eine Auflage der Jimmy Jab Games. Bei Aufgaben wie Essen, Schauspielen oder Parkour scheidet einer nach dem anderen aus, bis überraschenderweise Amy gewinnt. Rosa erkennt jedoch, dass Jake sie wegen seiner Gefühle hat gewinnen lassen, und gibt ihm, entgegen ihrer eigenen Prinzipien, die Nummer einer Freundin, damit Jake bei einem Date über die vergebene Amy wegkommt. Hitchcock benutzt ein Tape als Druckmittel, welches sich als Beweis für die sich wiederholenden Liebschaften von Gina und Charles eignet. |           |                                                        |                            |                      |                                            |                      |                                         |                 |
| 26 | 4         | Er schafft alles und beklaut jeden                     | Halloween II               | 19. Okt. 2014        | 2. Apr. 2016                               | Eric Appel           | Prentice Penny                          | 5,22 Mio.       |
| In Anlehnung an das erste gemeinsame Halloween gehen Holt und Jake auch diesmal eine Wette ein, bei der Jake die Armbanduhr von Holt entwenden soll. Für Jake scheint alles nach Plan zu laufen, doch im letzten Augenblick geht doch immer etwas schief. Genauso hatte es Holt bereits seit einem Jahr geplant. Terry lässt Gina Nachlässigkeiten bei der Arbeit durchgehen, da sie Zeit für ihr Hobby (Tanzen) benötigt, in Wahrheit aber das College nachholt. |           |                                                        |                            |                      |                                            |                      |                                         |                 |
| 27 | 5         | Auge um Auge, Arsch um Arsch                           | The Mole                   | 2. Nov. 2014         | 9. Apr. 2016                               | Victor Nelli, Jr.    | Laura McCreary                          | 3,41 Mio.       |
| Rosa und Terry sind undercover unterwegs, um an Drogenhändler zu kommen. Sie stehen unter Erfolgsdruck, da die bisher eingesetzten Mittel gerechtfertigt werden müssen. Währenddessen schaut sich ein Leutnant auf dem 99. um, weil der Verdacht eines Maulwurfs besteht. Das bringt Jake unerwartet in Schwierigkeiten, da er gegen die Vorschrift oft Dokumente zu Hause studiert. In seiner alten Wohnung überraschen er und Amy die intim werdenden Gina und Charles. |           |                                                        |                            |                      |                                            |                      |                                         |                 |
| 28 | 6         | Wie Sex mit Jack Gruber                                | Jake and Sophia            | 9. Nov. 2014         | 16. Apr. 2016                              | Michael McDonald     | Tricia McAlpin & David Phillips         | 3,99 Mio.       |
| Amy wäre für Scullys Tätigkeit als union rep geeignet, möchte sich jedoch keine Karrierechancen verbauen, daher muss Rosa ihr einen Schubs geben. Gina und Charles vermitteln unbewusst ihren Elternteilen eine vorbezahlte Hotelreservierung, nachdem sie ihr eigenes Verhältnis beendet haben. Jake landet nach einem Abend in der Bar mit Sophia im Bett. Bei einem Fall vor Gericht stellt sich leider raus, dass sie eine angehende Strafverteidigerin ist. |           |                                                        |                            |                      |                                            |                      |                                         |                 |
| 29 | 7         | Bis demnächst, Boss Flaschengeist                      | Lockdown                   | 16. Nov. 2014        | 23. Apr. 2016                              | Linda Mendoza        | Luke Del Tredici                        | 4,53 Mio.       |
| Während Holt und Terry unterwegs sind, leitet Jake das Revier. Als ein Paket mit weißem Pulver auf den Boden fällt, darf den Ort vorsichtshalber niemand verlassen, bis eine mögliche Toxizität widerlegt ist. Jake redet offen über die mögliche Gefahr, wodurch die Situation vorübergehend außer Kontrolle gerät, bis Jake einen Ratschlag von Amy annimmt. Terry ist von seinem Schwager eingeschüchtert, doch das legt sich mit Holts Anwesenheit. |           |                                                        |                            |                      |                                            |                      |                                         |                 |
| 30 | 8         | Wir schützen das, was ihr leckt                        | USPIS                      | 23. Nov. 2014        | 30. Apr. 2016                              | Ken Whittingham      | Brian Reich                             | 3,04 Mio.       |
| Rosa schickt im Zuge der laufenden Drogenermittlungen Jake und Charles zur USPIS, da Briefkästen für den Schmuggel missbraucht wurden. Trotz eines angespannten Arbeitsverhältnisses gelingt ihnen ein wichtiger Schlag gegen die Szene. Amy will das Rauchen sein lassen und findet Unterstützung bei Terry, Holt und Gina, die sie an ihren Erfahrungen mit ehemaligen Abhängigkeiten teilhaben lassen. |           |                                                        |                            |                      |                                            |                      |                                         |                 |
| 31 | 9         | Puppen, Puppen, zu viele Puppen                        | The Road Trip              | 30. Nov. 2014        | 7. Mai 2016                                | Beth McCarthy-Miller | Brigitte Munoz-Liebowitz                | 3,11 Mio.       |
| Amy und Jake übernachten im Zuge von Ermittlungen in einem Hotel und machen kurzerhand einen Doppeldateabend mit ihren Partnern Teddy und Sophia daraus, es kracht jedoch und eine Beziehung geht auseinander. Charles versucht Holt ein wenig von seinen Kochkünsten näher zu bringen, während Gina und Terry die erkältete Rosa zu überzeugen suchen, dass sie erstmal gesund werden soll, bevor sie weiter arbeitet. |           |                                                        |                            |                      |                                            |                      |                                         |                 |
| 32 | 10        | Nennen Sie mich "Big Sugar"                            | The Pontiac Bandit Returns | 7. Dez. 2014         | 14. Mai 2016                               | Max Winkler          | Matt O’Brien                            | 4,32 Mio.       |
| Jake und Rosa bekommen erneut den Pontiac Bandit in die Finger, und abermals entkommt er ihnen, als sie ihn als Köder benutzen. Dafür fassen sie den Hintermann des Drogennetzwerks, dass sie schon länger im Fokus haben. Zu Weihnachten beschenken sich Charles Vater und Ginas Mutter, was ihren Kindern Kopfschmerzen bereitet. Amy schenkt Holt eine Collage seiner Laufbahn, entdeckt dabei jedoch einen Fehler in einem alten Fall. |           |                                                        |                            |                      |                                            |                      |                                         |                 |
| 33 | 11        | Das werden Obser-Ferien                                | Stakeout                   | 14. Dez. 2014        | 31. Aug. 2016                              | Tristram Shapeero    | Laura McCreary & Tricia McAlpin         | 3,52 Mio.       |
| Charles und Jake verbringen im Zuge einer Observation einige Tage auf engstem Raum miteinander, was ihre feste Freundschaft durch nervige Kleinigkeiten auf die Probe stellt. Rosa kommt mit Holts Neffen Marcus zusammen, eine unangenehme Situation aufgrund des Arbeitsverhältnisses. Terry malt ein Buch für seine Töchter und bedient sich dabei des Aussehens seiner Kollegen, Gina und Amy beziehen jedoch auch den Figurencharakter auf sich. |           |                                                        |                            |                      |                                            |                      |                                         |                 |
| 34 | 12        | Die 6-Drinks-Amy                                       | Beach House                | 4. Jan. 2015         | 31. Aug. 2016                              | Tim Kirkby           | Lakshmi Sundaram & David Phillips       | 6,12 Mio.       |
| Charles lädt die Kollegen übers Wochenende in ein Strandhaus ein. Jake hat Mitleid mit Holt, der solche Trips nie machen konnte, und bringt ihn kurzerhand mit. Die Anwesenheit des Chefs hindert anfangs das partyfreudige Verhalten, bis Holt seine steife Art aufgibt. Gina füllt unterdessen die nicht trinkfeste Amy ab und Charles unterstützt Rosa, die mit ihrem Freund Marcus texten will, aber keine passenden Worte findet. |           |                                                        |                            |                      |                                            |                      |                                         |                 |
| 35 | 13        | Es wird Zeit, dass wir abrechnen                       | Payback                    | 11. Jan. 2015        | 31. Aug. 2016                              | Victor Nelli, Jr.    | Norm Hiscock & Brigitte Munoz-Liebowitz | 3,29 Mio.       |
| Terry bittet Jake, dass dieser seine über die Zeit bei Terry aufgehäuften Schulden mal bezahlt. Jake schuldet zwar so ziemlich jedem Kollegen Geld, doch Terry zahlt er tatsächlich aus, nachdem er im Vertrauen von der Schwangerschaft dessen Frau erfährt. Das Geheimnis kommt jedoch ungeschickt ans Licht. Amy will zusammen mit Holt dessen alten Fall, in dem ein Fehler unterlaufen war, aufarbeiten, doch Holt hat den bereits selbst gelöst. |           |                                                        |                            |                      |                                            |                      |                                         |                 |
| 36 | 14        | Wohltätigkeitsball der teuflischen Gedärme             | Defense Rests              | 25. Jan. 2015        | 31. Aug. 2016                              | Jamie Babbit         | Prentice Penny & Matt O’Brien           | 2,76 Mio.       |
| Sophias Beziehung mit Jake leidet unter der generellen Abneigungen von Anwälten gegenüber Polizisten. Als Jake ihren Chef auch noch beim Koksen erwischt und vor dessen Mitarbeitern festnimmt, beendet Sophia die Sache wegen der unvereinbaren Lebensstile. Gina verweigert Charles Vater ihren Segen, ihrer Mutter einen Antrag zu machen, bis sie sich persönlich von seinen Absichten überzeugen kann. Holt gibt an offizieller Stelle eine gute Beurteilung von Wuntch ab, da er annimmt, dass es um deren Versetzung geht. Sie hat ihn das jedoch nur glauben lassen, um die positive Beurteilung zu bekommen, und bleibt als seine Vorgesetzte vor Ort.                                      |           |                                                        |                            |                      |                                            |                      |                                         |                 |
| 37 | 15        | Vernichten wir ein paar gute Jungs                     | Hostages                   | 8. Feb. 2015         | 31. Aug. 2016                              | Craig Zisk           | Gabe Liedman                            | 2,59 Mio.       |
| Aufgrund des guten Abschneidens bei der letzten Simulation wird das 99. zu einem staatlichen Terrorismustraining beordert, zusammen mit Homeland und FBI. Diese nehmen sie jedoch nicht ernst und teilen ihnen lediglich die Rolle der entführten Opfer zu. Rosa und Amy befinden sich während der Übung in einem Wettstreit, wer das kommende Wochenende frei bekommt. Gina und Holt nutzen die freie Zeit auf dem Revier für psychologische Tests. |           |                                                        |                            |                      |                                            |                      |                                         |                 |
| 38 | 16        | Das heilige Netzwerk der administrativen Assistenten   | The Wednesday Incident     | 15. Feb. 2015        | 31. Aug. 2016                              | Claire Scanlon       | Laura McCreary                          | 2,08 Mio.       |
| Holt hat schlechte Laune und Jake ist nach erster Diagnose der Grund, da er das Büro unter Wasser gesetzt hat. Dieser begibt sich auf Spurensuche und findet mit Ginas Hilfe heraus, dass Holt vorher auf dem Arbeitsweg überfallen und verletzt wurde, was dessen Stimmung begründet. Charles nimmt einen alten Mann fest, der für einen Banküberfall verantwortlich war. Dieser lässt seinen Charme bei Amy und Rosa spielen, sodass sie Charles die Festnahme verübeln. |           |                                                        |                            |                      |                                            |                      |                                         |                 |
| 39 | 17        | Gut in Emotion                                         | Boyle-Linetti Wedding      | 1. März 2015         | 31. Aug. 2016                              | Dean Holland         | Matt O’Brien                            | 3,61 Mio.       |
| Die Hochzeit von Ginas Mutter und Charles Vater steht an. Während Gina und Charles dessen Vater zur Vernunft bringen, als er kalte Füße kriegt, versuchen sich Terry und Holt an einer Rede, wobei Terry zu viele und Holt zu wenige Emotionen zeigt. Jake und Amy besorgen den Ring, den sie bei einer Festnahme unterwegs wieder verlieren. Rosa hingegen scheut sich davor, ihren Freund Marcus einzuladen. |           |                                                        |                            |                      |                                            |                      |                                         |                 |
| 40 | 18        | Hören Sie auf, Insulaner zu essen!                     | Captain Peralta            | 8. März 2015         | 31. Aug. 2016                              | Eric Appel           | Dan Goor                                | 3,11 Mio.       |
| Kapitän Peralta, der Vater von Jake, besucht seinen Sohn, der sich über alle Maßen freut. Jedoch benötigt Peralta lediglich Jakes Hilfe, da er wegen eines Schmuggelverdachts seinen Job als Pilot verlieren könnte. Jake hilft ihm mit Charles und Scully aus der Patsche, realisiert aber, dass sein Vater sich nie wirklich um ihn gekümmert hat. Holt hält die restlichen Kollegen mit einem Brainteaser auf Trab, den er selbst auch nicht lösen konnte. |           |                                                        |                            |                      |                                            |                      |                                         |                 |
| 41 | 19        | Sarkasmus, des Feiglings Lüge                          | Sabotage                   | 15. März 2015        | 31. Aug. 2016                              | Jay Karas            | Brian Reich                             | 2,96 Mio.       |
| Holt muss Jake nach einem positiven Drogentest suspendieren, setzt jedoch Rosa und Amy ein, um eine mögliche Sabotage aufzudecken. Es stellt sich raus, dass Sophias ehemaliger Vorgesetzter, den Jake beim Koksen erwischt hatte, Jake für seinen anschließenden Absturz verantwortlich macht, und ihn daher sabotiert. Als er Jake auch noch entführt und zu ermorden droht, wird er von Amy und Rosa überwältigt und Jake rehabilitiert. Charles muss währenddessen mit Scully und Hitchcock arbeiten und entdeckt, dass diese nicht so inkompetent oder dumm wie gedacht, sondern schlicht faul sind. Gina verübelt Holt und Terry, dass diese nicht bei ihrer Tanzaufführung waren.             |           |                                                        |                            |                      |                                            |                      |                                         |                 |
| 42 | 20        | Das ist nicht der Zimmerservice, das ist Verrat        | AC/DC                      | 26. Apr. 2015        | 31. Aug. 2016                              | Linda Mendoza        | Kylie Condon                            | 2,78 Mio.       |
| Rosa wird mit Marcus zum Abendessen bei Holt und Kevin eingeladen, eine wegen des Arbeitsverhältnisses und der Eigenarten von ihr und Holt unangenehme Situation. Amy und Gina, die die Runde auflockern sollten, verspäten sich jedoch. Jake verletzt sich auf einer Verfolgungsjagd und darf vorerst nur im Büro arbeiten. Entgegen seiner Befehle observiert er aber weiterhin mit Charles, sodass Terry ihnen nachreisen muss, doch Jake verletzt sich erneut. |           |                                                        |                            |                      |                                            |                      |                                         |                 |
| 43 | 21        | Er ist polizeiliches Dynamit                           | Det. Dave Majors           | 3. Mai 2015          | 31. Aug. 2016                              | Michael McDonald     | Gabe Liedman & Lakshmi Sundaram         | 2,72 Mio.       |
| Terry erhält ein verlockendes Stellenangebot, was durch ein höheres Gehalt auch durchaus wegen der Familienplanung interessant ist. Während Gina und Charles die Vorzüge des 99. Reviers preisen, lässt Holt Terrys Erinnerungen aufleben. Amy und Jake arbeiten mit Detective Majors zusammen. Nach Abschluss der Falls lädt Majors Amy auf ein Date, weshalb Jake sich über seine vertane Chance ärgert, jedoch hat Amy Majors letztlich abblitzen lassen. |           |                                                        |                            |                      |                                            |                      |                                         |                 |
| 44 | 22        | Bingpot                                                | The Chopper                | 10. Mai 2015         | 31. Aug. 2016                              | Phil Traill          | Tricia McAlpin & David Phillips         | 2,56 Mio.       |
| Jahre nach einem Bankraub werden die Täter einer nach dem anderen ermordet. Um zu verhindern, dass der letzte Täter mit dem Geld verschwindet, bewilligt Wuntch zusätzliche Mittel, samt Helikopterflug für Holt, Jake und Charles. Nach erfolgreicher Festnahme stellt sich jedoch raus, dass Wuntch über diesen großen Fall den Anlass bekommen hat, Holt zum allgemeinen Leidwesen in die PR-Abteilung zu befördern. Auf dem Revier erhalten währenddessen Schüler eine Führung. Terry möchte bei deren Betreuerin besonders gut dastehen, um seine Töchter auf die Schule zu bekommen. Rosa, Amy und Gina unterstützen ihn dabei, gehen jedoch kreative Wege, als Terry sie nicht beaufsichtigt. |           |                                                        |                            |                      |                                            |                      |                                         |                 |
| 45 | 23        | Sie sollten den Tag nicht vor der Walpurgisnacht loben | Johnny and Dora            | 17. Mai 2015         | 31. Aug. 2016                              | Dean Holland         | Luke Del Tredici                        | 2,35 Mio.       |
| Holt sucht nach einem Druckmittel gegen Wuntch, das er mit Hilfe von Gina und Terry auch findet. Sie droht jedoch, jeden einzelnen Detective zu versetzen, sollte Holt das Druckmittel einsetzen, so dass er schweigt und das 99. verlässt. Amy und Jake sind undercover unterwegs und tarnen sich als Pärchen, reden aber dann auch über ihre wirklichen Gefühle füreinander. Charles bringt Rosa zu einer Überraschungsfeier, von der sie weiß, sie aber dennoch überrascht. |           |                                                        |                            |                      |                                            |                      |                                         |                 |

## Staffel 3
Die Erstausstrahlung der dritten Staffel war vom 27. September 2015 bis zum 19. April 2016 auf dem US-amerikanischen Fernsehsender Fox zu sehen. Die deutschsprachige Erstausstrahlung sendete der deutsche Free-TV-Sender RTL Nitro vom 29. Mai bis zum 14. Juni 2017.
| Nr. (ges.) | Nr. (St.) | Deutscher Titel                                                    | Originaltitel     | Erstausstrahlung USA | Deutschsprachige Erstausstrahlung (D) | Regie             | Drehbuch                              | Zuschauer (USA) |
| --- | --------- | ------------------------------------------------------------------ | ----------------- | -------------------- | ------------------------------------- | ----------------- | ------------------------------------- | --------------- |
| 46 | 1         | Flicht vor Flittchen, Flicht mit F                                 | New Captain       | 27. Sep. 2015        | 29. Mai 2017                          | Michael Schur     | Matt Murray                           | 3,14 Mio.       |
| Captain Dozerman leitet nun das 99. und verteilt Tablets, die die Effizienz steigern sollen. Währenddessen fühlt sich Holt am neuen Arbeitsplatz unterfordert, aber immerhin konnte er Gina mitnehmen, die ihm positive Seiten zeigt. Jake und Amy wollen ihre Beziehung langsam angehen und landen dennoch direkt im Bett. Daher brechen sie auch weitere eigene Regeln und küssen sich heimlich am Arbeitsplatz, was Dozerman merkt und einen Herzinfarkt bekommt. |           |                                                                    |                   |                      |                                       |                   |                                       |                 |
| 47 | 2         | Aus dem Buch der vielen Nippel                                     | The Funeral       | 4. Okt. 2015         | 29. Mai 2017                          | Claire Scanlon    | Luke Del Tredici                      | 4,10 Mio.       |
| Nach Dozermans Tod übernimmt der Geier das Revier, zum Missfallen seiner neuen Untergebenen. Jake versucht sich anzufreunden, wird jedoch beim Lügen erwischt und vom Geier vor die Wahl gestellt: aktueller Job oder aktuelle Beziehung. Zusammen mit Amy versucht Jake, auf der Beerdigung Höherrangige darüber in Kenntnis zu setzen. Charles nutzt die Beerdigung für casual Sex mit einer ihm namentlich unbekannten Kollegin, muss jedoch zu seinem Entsetzen feststellen, dass sie Veganerin ist. Holt sucht bei Terry Unterstützung für ein PR-Thema. Dabei betrinken sich beide und halten, ebenso wie Jake, unangemessene Beerdigungsreden. |           |                                                                    |                   |                      |                                       |                   |                                       |                 |
| 48 | 3         | Sie isst Oktopusbällchen und schläft auf dem Boden                 | Boyle’s Hunch     | 11. Okt. 2015        | 30. Mai 2017                          | Trent O’Donnell   | Tricia McAlpin                        | 2,75 Mio.       |
| Charles lernt Genevieve kennen, der jedoch der Prozess wegen Diebstahls gemacht wird. Zusammen mit Jake versucht er, ihre Unschuld zu beweisen, um anschließend mit ihr auszugehen. Rosa versucht mit Terry derweil, Scully und Hitchcock bezüglich des Diebstahls von Eiscreme zu überführen. Holt nutzt Amy für eine PR-Kampagne mit Plakaten, die jedoch schlecht ankommt. Gina sah dies voraus und präsentiert nach Holts Entschuldigung eine Alternative. |           |                                                                    |                   |                      |                                       |                   |                                       |                 |
| 49 | 4         | Die ausgedörrte Hülse von Raymond Holt                             | The Oolong Slayer | 18. Okt. 2015        | 30. Mai 2017                          | Michael McDonald  | Gabe Liedman                          | 2,57 Mio.       |
| Der Geier entzieht dem 99. sämtliche großen Fälle. Während Rosa und Amy dessen Geburtstagsfeier organisieren sollen und Charles Terry auf den Geschmack von Schokolade bringt, sucht sich Jake entgegen der Vorgabe Informationen zu einem Serienkiller zusammen. Holt und Gina helfen ihm dabei und als es ihnen letztlich gelingt, den Täter zu schnappen, werden die Lorbeeren einem Höherrangigen überlassen, der im inoffiziellen Gegenzug wieder Holt einsetzt. |           |                                                                    |                   |                      |                                       |                   |                                       |                 |
| 50 | 5         | Der wahre König des 99.                                            | Halloween III     | 25. Okt. 2015        | 31. Mai 2017                          | Michael McDonald  | David Phillips                        | 4,38 Mio.       |
| Die dritte Challenge an Halloween, diesmal geht es um den Diebstahl einer Krone, wofür sich Jake und Holt offizielle Gehilfen unter den Kollegen wählen. Lediglich Amy wird nicht gewählt, da ihr beide wegen ihrer Affinitäten (Freund vs. Vorgesetzter) nicht vertrauen. Während die Krone mal in Holts und mal in Jakes Hand ist, wird sie jedoch auch von beiden verloren und letztlich ist es Amy, die die Krone um Mitternacht im Besitz hat und Lob einheimst. |           |                                                                    |                   |                      |                                       |                   |                                       |                 |
| 51 | 6         | Den Pilzen immer auf den Sporen                                    | Into the Woods    | 8. Nov. 2015         | 31. Mai 2017                          | Linda Mendoza     | Andrew Guest                          | 2,65 Mio.       |
| Auf dem Revier bittet Rosa Holt um Rat, da sie mit Marcus Schluss machen möchte, jedoch unbeholfen ist. Ebenso unbeholfen ist Amy, die ein Gadget in die Polizeiausrüstung etablieren möchte, weshalb Gina ihre Präsentation aufpeppt. Dreifach unbeholfen sind Jake, Charles und Terry, die sich bei einem Ausflug zu einer einsamen Hütte im Wald plötzlich in einer metertiefen Grube wiederfinden, ohne Chance auf Unterstützung der Außenwelt. |           |                                                                    |                   |                      |                                       |                   |                                       |                 |
| 52 | 7         | Das ist eine Hanswurst-Entscheidung                                | The Mattress      | 15. Nov. 2015        | 1. Juni 2017                          | Dean Holland      | Laura McCreary                        | 2,69 Mio.       |
| Charles touchiert beim Ausparken einen fremden Wagen, der die Parkbegrenzung überschreitet. Es ist das Cabrio von Holt, der seine eigene Teilschuld erst erkennt, nachdem Gina heimlich einen Kuchen auf seinem Stuhl platziert. Amys Rücken leidet wegen Jakes alter Matratze, er will jedoch keine neue kaufen. Als wegen Streits ein Dealer entwischt, gibt Holt den beiden einen Beziehungsratschlag. Rosa lernt von Terry, dass man auch sanft Probleme lösen kann. |           |                                                                    |                   |                      |                                       |                   |                                       |                 |
| 53 | 8         | So was wie ein vaginaler Gandalf                                   | Ava               | 22. Nov. 2015        | 1. Juni 2017                          | Tristram Shapeero | Matt O’Brien                          | 3,88 Mio.       |
| Terrys schwangere Frau Sharon wird von Jake auf dem Revier betreut, damit er und Rosa einen Fall abarbeiten können. Als die Fruchtblase platzt und Sharon wegen schlechter Erfahrungen nicht ins Krankenhaus will, suchen Holt und Jake einen alten, medizinisch bewanderten Freund von Holt auf. Dieser empfiehlt eine Geburt im Krankenhaus, sodass sich Sharon überwindet. Ava wird geboren und Jake wegen seiner Hilfe zum Patenonkel deklariert. |           |                                                                    |                   |                      |                                       |                   |                                       |                 |
| 54 | 9         | Die Zwei sind echt furchtbar: groß und hübsch                      | The Swedes        | 6. Dez. 2015         | 2. Juni 2017                          | Eric Appel        | Matt Murray                           | 3,95 Mio.       |
| Rosa und Jake arbeiten nach einer erfolgreichen Festnahme mit einem schwedischen Duo zusammen an einem Fall. Die Attitüde der beiden, die sich absolut alles erzählen, gefällt ihnen jedoch gar nicht. Während Amy und Terry Gina beim Lernen für einen Test unterstützen, ersetzt Charles den abwesenden Kevin an Holts Seite bei einem Squash Turnier. Sie gewinnen zwar, erhalten jedoch im gleichen Atemzug ein Verbot für folgende Turniere. |           |                                                                    |                   |                      |                                       |                   |                                       |                 |
| 55 | 10        | Yippie Hurra, Schweinebratze                                       | Yippie Kayak      | 13. Dez. 2015        | 2. Juni 2017                          | Rebecca Asher     | Lakshmi Sundaram                      | 3,82 Mio.       |
| Jake, Charles und Gina geraten auf der Suche nach einem Weihnachtsgeschenk in eine Geiselnahme, während sich Holt, Rosa und Amy ins kalte Wasser wagen. Terry versucht die Operation von außen zu unterstützen, gerät jedoch mit dem Geier aneinander. Entgegen dessen Befehlen ordnet er einen koordinierten Zugriff an, der in Absprache mit Jake und Charles abläuft, die innerhalb des Gebäudes einige Täter überwältigen. |           |                                                                    |                   |                      |                                       |                   |                                       |                 |
| 56 | 11        | Eleanor, die Zerstörerin der Welten                                | Hostage Situation | 5. Jan. 2016         | 6. Juni 2017                          | Max Winkler       | Phil Augusta Jackson                  | 2,73 Mio.       |
| Charles und Genevieve wollen Eltern werden. Dafür hat Charles sein Sperma in einer Samenbank hinterlegt, muss aber nun feststellen, dass es im Besitz seiner Ex Eleanor ist, die ihn erpresst. Holt und Rosa nehmen einen Perversling ins Verhör, der jedoch erst gesteht, als sich das Gespräch um Gina dreht. Bei der Evaluierung für ein Programm bricht Amy Terry die Nase. Dieser schreibt dennoch ein positives Empfehlungsschreiben, jedoch zunächst an die falsche Adresse. |           |                                                                    |                   |                      |                                       |                   |                                       |                 |
| 57 | 12        | Mund-, hals- und hodenschmelzendes Fieber                          | 9 Days            | 19. Jan. 2016        | 6. Juni 2017                          | Dean Holland      | Justin Noble                          | 2,37 Mio.       |
| Kevin hält sich in Paris auf, daher nehmen Holt und Jake einen alten Fall auf, um Holts Stimmung zu bessern. Sie stecken sich jedoch währenddessen mit Mumps an und müssen in Quarantäne. Die aufkommenden Streitigkeiten schlichtet Amy. Terry hat derweil das Kommando, doch Scully und Hitchcock stellen das Arbeiten ein. Nachdem Charles Hund gestorben ist, erfährt er überraschenderweise von Rosa emotionale Unterstützung. |           |                                                                    |                   |                      |                                       |                   |                                       |                 |
| 58 | 13        | Niemand kann so arschkriechen wie ein Boyle                        | The Cruise        | 26. Jan. 2016        | 7. Juni 2017                          | Michael Spiller   | Tricia McAlpin                        | 2,38 Mio.       |
| Rosa und Charles ermitteln in einem Mordfall. Sie entwickeln ein großes Interesse an der nun freien Wohnung des Opfers, kommen dadurch jedoch auch dem Mörder auf die Schliche. Während Holt sich mit seiner Schwester beschäftigen muss, wollen Amy und Jake auf einer gewonnenen Kreuzfahrt entspannen. Sie treffen unerwarteter Weise auf Doug Judy, den sie in internationalen Gewässern nicht festnehmen dürfen. |           |                                                                    |                   |                      |                                       |                   |                                       |                 |
| 59 | 14        | Er ist böse                                                        | Karen Peralta     | 2. Feb. 2016         | 7. Juni 2017                          | Bruce McCulloch   | Alison Agosti & Gabe Liedman          | 2,24 Mio.       |
| An Jakes Geburtstag zeigen sich seine vormals getrennten Eltern zur Überraschung vereint, was Jake veranlasst, gegenüber seiner Mutter alle Vergehen seines Vaters aufzudröseln, die sie jedoch bereits kennt. Zum Teambuilding organisiert Holt ein Treffen im Escape Room, muss jedoch mit Gina, Scully und Hitchcock arbeiten, da Terry, Rosa und Charles samt Body-Cam im Einsatz sind, aber zu viel aufnehmen. |           |                                                                    |                   |                      |                                       |                   |                                       |                 |
| 60 | 15        | Entweder er ist Dealer oder sein Innenarchitekt heißt Nicolas Cage | The 9-8           | 9. Feb. 2016         | 8. Juni 2017                          | Nisha Ganatra     | David Phillips                        | 2,28 Mio.       |
| Wegen Gebäudeproblemen ist das 98. Revier vorübergehend im 99. untergebracht, was sämtliche Mitarbeiter über Gebühr einengt. Jake kommt dabei mit seinem alten Kollegen Stevie zusammen, sehr zu Charles Verdruss. Bei einem anschließenden Fall erweist sich Stevie jedoch selbst als nicht sauber, eine Initialzündung zur Schlägerei unter den Kollegen der Reviere. |           |                                                                    |                   |                      |                                       |                   |                                       |                 |
| 61 | 16        | Die Bohnen schlagen zurück                                         | House Mouses      | 16. Feb. 2016        | 8. Juni 2017                          | Claire Scanlon    | Andrew Guest                          | 2,18 Mio.       |
| Scully und Hitchcock übernehmen einen Drogenfall, denn Jake will einen Fall mit prominenter und von Holt bewunderter Beteiligung übernehmen. Das Opfer wird jedoch von Charles wegen Betrugs überführt, alles war erfunden gewesen. Jake ist mit Terry wieder am Drogenfall dran, doch die vier werden gefangen genommen und es sind Hitchcock und Scully, die alle befreien können. Währenddessen unterstützen sich Rosa, Amy und Gina bei der Bekämpfung von kleinen Ängsten im Alltag. |           |                                                                    |                   |                      |                                       |                   |                                       |                 |
| 62 | 17        | Pimentos Momentos                                                  | Adrian Pimento    | 23. Feb. 2016        | 9. Juni 2017                          | Maggie Carey      | Luke Del Tredici                      | 2,13 Mio.       |
| Detective Pimento kehrt von einem zwölfjährigen Undercover-Einsatz zurück, kommt in der normalen Arbeit nicht mehr zurecht und will daraufhin den Dienst quittieren. Jake kann ihn überzeugen zurückzukehren. Charles verwüstet den Pausenraum und muss die Reinigungsfirma der unbeliebten Marge zu Hilfe rufen, die die Reinigung zunächst verweigert. Amy und Terry helfen ihm, das Problem kurzfristig zu lösen. Captain Holt benötigt ein Bewerbungsvideo für eine neue Büroausstattung und beauftragt Gina mit dem Dreh. |           |                                                                    |                   |                      |                                       |                   |                                       |                 |
| 63 | 18        | Das ist eine Verantwortung der Stufe 1                             | Cheddar           | 1. März 2016         | 9. Juni 2017                          | Alex Reid         | Jessica Polonsky                      | 1,85 Mio.       |
| Captain Holt will Kevin in Paris für eine Woche besuchen. Amy und Jake bieten sich an, in dieser Zeit auf sein Haus aufzupassen. Holts Corgi Cheddar ist nach kurzer Zeit verschwunden und das ganze Revier sucht ihn, während Gina Holt vom Flughafen abholt und die Rückkehr verzögert, bis der Hund gefunden ist. Rosa und Adrian flirten miteinander und verabreden sich auf einen Drink. Nachdem Cheddar von Jake und Amy gefunden wird, gesteht Holt, dass Kevin und er sich in letzter Zeit häufiger streiten. |           |                                                                    |                   |                      |                                       |                   |                                       |                 |
| 64 | 19        | Kätzcheneinheit, strammstehen!                                     | Terry Kitties     | 15. März 2016        | 12. Juni 2017                         | Michael McDonald  | Phil Augusta Jackson & Tricia McAlpin | 1,95 Mio.       |
| Terry erhält eine Lieferung seines alten Reviers, eine kleine Katze, die ihn an einen ungelösten Fall erinnern soll. Jake hilft ihm dabei, diesen zwanzig Jahre alten Fall zu lösen. Adrian nimmt Charles‘ ungewolltes Angebot an bei ihm zu wohnen und nutzt die Situation schamlos aus. Gina bringt Adrian schließlich dazu, sich etwas anderes zu suchen. Amy, Rosa, Hitchcock und Scully nehmen zusammen mit Captain Holt an einem Bombenentschärfungskurs teil. Holt und die Frauen fallen durch, weil sie wetteifern, wer die Bombe am schnellsten entschärft. Der Prüfer ist deswegen der Meinung, dass sie die Polizeiarbeit nicht ernst genug nehmen. |           |                                                                    |                   |                      |                                       |                   |                                       |                 |
| 65 | 20        | Tarantino-mäßig widerlich ermordet                                 | Paranoia          | 29. März 2016        | 12. Juni 2017                         | Payman Benz       | Gabe Liedmann                         | 2,02 Mio.       |
| Adrian und Rosa haben sich verlobt. Das ganze Revier plant die anstehende Hochzeit und die Junggesell(inn)en-Party. Die Braut hat Amy, Gina und Charles auf ihrer Seite. Alle drei starten ihre eigene Party und wer die beste Party gibt, soll Brautjungfer werden. Gina organisiert einen Paintball-Kampf, Amy ein Trinkspiel und Charles eine Abrissparty, mit der er gewinnt. Die Jungs auf der anderen Seite verfolgen einen mutmaßlichen Attentäter von Adrian. Als sie ihn tatsächlich überwältigen, wird Adrians Tod vorgetäuscht und Jake gibt sich als der Killer aus. Der Geldbote, der eine Narbe an der Hand hat, wird zum FBI-Gebäude verfolgt. Adrian will abtauchen, worauf das Revier schwört, dass sie die graue Eminenz im Hintergrund – Jimmy Figgis – festsetzen werden. |           |                                                                    |                   |                      |                                       |                   |                                       |                 |
| 66 | 21        | Hat hier jemand ’n Luftröhrenschnitt bestellt?                     | Maximum Security  | 5. Apr. 2016         | 13. Juni 2017                         | Victor Nelli, Jr. | Laura McCreary                        | 2,71 Mio.       |
| Das Revier hat die Schwester von Jimmy, Maura Figgis, ausfindig gemacht. Sie sitzt in einem Hochsicherheitsgefängnis in Texas. Amy wird dort als Isabel Cortez eingeschleust und knüpft Kontakt zu Maura. Jake und Charles sind als Ärzte getarnt die Absicherung von Amy. Doch Jake muss zugeben, dass er sich zu sehr um seine Freundin sorgt und zieht sich aus dem Fall ab. Captain Holt will ein Begräbnis für Adrian abhalten, damit kein Verdacht aufkommt, dass er noch lebt. Rosa spielt die trauernde Verlobte. |           |                                                                    |                   |                      |                                       |                   |                                       |                 |
| 67 | 22        | Brechen wir beim FBI ein                                           | Bureau            | 12. Apr. 2016        | 13. Juni 2017                         | Ryan Chase        | David Phillips & Alison Agosti        | 2,07 Mio.       |
| Ein Insider des FBI, Bob Annderson, hilft bei den weiteren Ermittlungen. Zusammen können sie Ryan Whealon als den Geldboten ausmachen. Jake, Rosa und Captain Holt brechen in das FBI-Hauptquartier ein und stehlen die Akten über Figgis und Whealon. Sie wollen Whealon festnehmen, der liegt aber schwer verletzt am Boden. Als im Krankenhaus feststeht, dass er noch 12 Stunden im Koma liegen wird, bleiben Annderson und Holt als Wache bei ihm. Maura möchte mit Charles schlafen. Als sie herausfindet, dass Genevieve und Charles ein Kind adoptieren wollen, ist sie enttäuscht. Amy findet danach bei einem Gespräch unter Frauen heraus, wer die beiden FBI-Agenten sind, die Dreck am Stecken haben.                                                                            |           |                                                                    |                   |                      |                                       |                   |                                       |                 |
| 68 | 23        | Ikh nim lauf n Dauk                                                | Greg and Larry    | 19. Apr. 2016        | 14. Juni 2017                         | Dan Goor          | Andrew Guest & Phil Augusta Jackson   | 2,02 Mio.       |
| Bob Annderson tötet Whealon und nimmt Captain Holt als Geisel. Der textet Jake unsinnige Nachrichten. Nachdem sie daraus entziffern, dass Holt auf dem Dach des Krankenhauses ist, retten sie Holt und nehmen Bob in Gewahrsam. Jake und Terry versuchen ihn als Krankenpfleger verkleidet aus dem Krankenhaus zu schmuggeln, ohne den anderen FBI-Agenten in die Arme zu laufen. In Rosas Wohnung wollen sie Informationen aus ihm herausquetschen. Erst als sie beschossen werden, bricht er sein Schweigen. Ein Großteil von Figgis' Leuten konnte festgesetzt werden. Jake erhält einen Anruf von ihm und die Drohung, dass Holt und er so gut wie tot sind. |           |                                                                    |                   |                      |                                       |                   |                                       |                 |

## Staffel 4
Die Erstausstrahlung der vierten Staffel war vom 20. September 2016 bis zum 23. Mai 2017 auf dem US-amerikanischen Fernsehsender Fox zu sehen. Die deutschsprachige Erstausstrahlung sendete der deutsche Free-TV-Sender Nitro vom 2. bis zum 16. August 2017.
| Nr. (ges.) | Nr. (St.) | Deutscher Titel                                 | Originaltitel         | Erstausstrahlung USA | Deutschsprachige Erstausstrahlung (D) | Regie                | Drehbuch                           | Zuschauer (USA) |
| --- | --------- | ----------------------------------------------- | --------------------- | -------------------- | ------------------------------------- | -------------------- | ---------------------------------- | --------------- |
| 69 | 1         | Amerikas stinkender Hintern                     | Coral Palms Pt.1      | 20. Sep. 2016        | 2. Aug. 2017                          | Michael McDonald     | Dan Goor                           | 2,39 Mio.       |
| Im Zuge des Zeugenschutzprogramms leben Jake und Holt unter falschen Namen ein beschauliches Leben in Florida, was an beiden zehrt. Daher beginnt Jake, heimlich wieder am Fall Figgis zu arbeiten. Holt versucht das zu unterbinden, daher schikaniert Jake ihn in dessen Tarnjob, da er dort der Vorgesetzte ist. Als eine Kundin sie filmt und den Fail hochladen will, beschließen die beiden, dies als Köder für Figgis zu nutzen.                                                                                           |           |                                                 |                       |                      |                                       |                      |                                    |                 |
| 70 | 2         | Erzählen Sie das der Krummschnabelente          | Coral Palms Pt.2      | 27. Sep. 2016        | 2. Aug. 2017                          | Trent O’Donnell      | Tricia McAlpin                     | 2,34 Mio.       |
| Holt und Jake rüsten auf, um Figgis an ihrem Tarnarbeitsplatz eine Falle zu stellen. Sie werden jedoch mit den Waffen von der lokalen Behörde festgesetzt, sodass sie aus der Arrestzelle ausbrechen müssen, wobei sie sich die Homophobie eines Polizisten zu Nutze machen. Auf dem 99. Revier wird zugleich ein neuer Captain vorgestellt, der der guten Laune wegen alles von seinen Untergebenen Gewünschte erlaubt, was die meisten schamlos ausnutzen.                                                                      |           |                                                 |                       |                      |                                       |                      |                                    |                 |
| 71 | 3         | Wir waren heute alle Gina Linetti               | Coral Palms Pt.3      | 4. Okt. 2016         | 3. Aug. 2017                          | Payman Benz          | Justin Noble                       | 2,40 Mio.       |
| Nachdem Holt sich auf der Flucht verletzt hat, kontaktieren sie ihre Kollegen von 99. und ersuchen sie um Hilfe. Entgegen der direkten Befehle des neuen Captains machen diese sich auf den Weg, sodass es zum Showdown zwischen ihnen und Figgis und einigen seiner Handlanger kommt. Figgis wird letztlich überwältigt, jedoch muss Amy im Verlauf der Verfolgung dafür ihrem Freund Jake ins Bein schießen, was sie einander näher bringt.                                                                                     |           |                                                 |                       |                      |                                       |                      |                                    |                 |
| 72 | 4         | Wie’s aussieht, sind wir die „Nacht-Boys“       | The Night Shift       | 11. Okt. 2016        | 3. Aug. 2017                          | Tristram Shapeero    | Matt Murray                        | 2,12 Mio.       |
| Die Tagschicht des 99. Revier wurde in die Nachtschicht versetzt. Jake versucht zusammen mit Boyle sein Bestes, um sich von den neuen Umständen nicht runtermachen zu lassen – so als wäre alles beim Alten. Währenddessen versucht Captain Holt die allgemeine Stimmung während der Nachtschicht aufzuhellen. |           |                                                 |                       |                      |                                       |                      |                                    |                 |
| 73 | 5         | Wischen wir also das Blut auf und machen weiter | Halloween IV          | 18. Okt. 2016        | 4. Aug. 2017                          | Claire Scanlon       | Phil Augusta Jackson               | 2,05 Mio.       |
| Der jährliche Halloween-Coup steht an und die bisherigen Gewinner setzten neue Maßstäbe, wie weit sie bereit sind zu gehen, um der einzige zweimalige Gewinner des Coups zu werden. Aber auch die anderen Mitglieder des Teams spielen diesmal nach ihren eigenen Regeln. |           |                                                 |                       |                      |                                       |                      |                                    |                 |
| 74 | 6         | Im Universum ist alles im Lot, Baby             | Monster in the Closet | 15. Nov. 2016        | 4. Aug. 2017                          | Nisha Ganatra        | Andrew Guest                       | 2,17 Mio.       |
| Adrian erscheint auf einmal wieder. Rosa und er verkünden kurze Zeit darauf, dass sie am nächsten Tag heiraten werden. Amy übernimmt die Planung, während Jake und Gina Adrian zu einem Pfandhaus begleiten, wo die Ohrringe seiner Großmutter sind. Dieses ist jedoch abgebrannt. Rosa betrinkt sich zum ersten Mal in ihrem Leben. |           |                                                 |                       |                      |                                       |                      |                                    |                 |
| 75 | 7         | Mr. Santiago                                    | Mr. Santiago          | 22. Nov. 2016        | 7. Aug. 2017                          | Alex Reid            | Neil Campbell                      | 2,19 Mio.       |
| Das 99. feiert Thanksgiving und Jake hat sich auf das Treffen mit Amys Vater besonders gut vorbereitet. So gut das er sogar einen alten Fall seines Schwiegervaters in spe in Zweifel zieht. Das lässt dieser nicht auf sich sitzen und die beiden gehen in die Investigative. Derweil versucht Boyle die Gruppe davon zu überzeugen, einen lebenden Truthahn zu schlachten, während Captain Holt Pimento versucht, wieder auf die Beine zu helfen.                                                                               |           |                                                 |                       |                      |                                       |                      |                                    |                 |
| 76 | 8         | Drachen haben Lümmel                            | Skyfire Cycle         | 29. Nov. 2016        | 7. Aug. 2017                          | Michael McDonald     | David Phillips                     | 2,34 Mio.       |
| Als dem Autor der „Skyfire Saga“ – Terry’s Lieblingsautor und persönlichem Held – angedroht wird, dessen neues Manuskript zu veröffentlichen, begeben sich Jake und Terry auf Spurensuche und stellen dabei fest, dass es nicht unbedingt eine gute Idee ist, seinen Helden zu treffen. Derweil versuchen Amy und Rosa Captain Holt bei einem mathematischen Problem zu helfen, das sich jedoch als sehr viel „intimer“ herausstellt. Charles und Gina streiten über den Boyle-Familien Urlaub.                                   |           |                                                 |                       |                      |                                       |                      |                                    |                 |
| 77 | 9         | Das hier war kein Schnufall                     | The Overmining        | 6. Dez. 2016         | 8. Aug. 2017                          | Dean Holland         | Luke Del Tredici                   | 2,31 Mio.       |
| Als C.J. wichtige Beweise verliert sieht Jake darin die Chance sein Team von der Nachtschicht zu erlösen. Captain Holt hält allerdings nur wenig von Jakes Plänen und will C.J. lieber ehrlich helfen. Terry versucht eine neue Verordnung durchzusetzen und beißt sich dabei an Gina die Zähne aus. Das Team kommt wieder in die Tagschicht. |           |                                                 |                       |                      |                                       |                      |                                    |                 |
| 78 | 10        | Der Riga-Hammer                                 | Captain Latvia        | 13. Dez. 2016        | 8. Aug. 2017                          | Jaffar Mahmood       | Matt Lawton                        | 2,15 Mio.       |
| Charles hat seinem Sohn ein ganz besonderes Weihnachtsgeschenk versprochen. Doch als dieses nicht pünktlich einzutreffen scheint, entwickelt sich das Ganze zu einem Fall, bei dem Charles zu allem bereit ist, um seinen Sohn ja nicht zu enttäuschen. Derweil nimmt der Rest des Teams an einem Weihnachtssingen teil, bei dem sie auf unkonventionelle Methoden zurückgreifen müssen. |           |                                                 |                       |                      |                                       |                      |                                    |                 |
| 79 | 11        | Nur wir zwei, und das Handtuch, macht drei      | The Fugitive Pt. 1    | 1. Jan. 2017         | 9. Aug. 2017                          | Rebecca Asher        | Carol Kolb                         | 3,49 Mio.       |
| Neun Gefangene entkommen aus einem Transporter. Captain Holt teilt zwei Teams ein, Terry und Jake sowie Charles und Amy, um die Ausbrecher zu fangen. Das Liebespaar, welches gerade streiten, in welches Apartment sie zusammenziehen sollen, macht daraus eine Wette. Wenn Jake mehr Entkommene einfängt, zieht Amy zu ihm, und umgekehrt. Als es vier zu vier steht, muss der letzte Ausbrecher entscheiden: Doug Judys Pflegebruder.                                                                                          |           |                                                 |                       |                      |                                       |                      |                                    |                 |
| 80 | 12        | Der Pontiac-Bandit und Jake sind Cops           | The Fugitive Pt. 2    | 1. Jan. 2017         | 9. Aug. 2017                          | Ryan Case            | Justin Noble & Jessica Polonsky    | 3,49 Mio.       |
| Doug Judy will gegen vollen Straferlass Jake helfen, seinen Pflegebruder zu verhaften. Charles stellt fest, dass er von allen Chatgruppen im Büro ausgeschlossen wurde. Gina lässt sich von Amy erweichen, ihn wenigstens in eine aufzunehmen. Daraufhin bombt er den Chat zu. Terry und Rosa arbeiten an einem Fall und Terry fühlt sich alt und gebrechlich, als er es nicht wie Rosa schafft, eine Mauer zu überwinden. |           |                                                 |                       |                      |                                       |                      |                                    |                 |
| 81 | 13        | Ihre Libido hat uns in Gefahr gebracht          | The Audit             | 11. Apr. 2017        | 10. Aug. 2017                         | Beth McCarthy-Miller | Carly Hallam Tosh                  | 1,91 Mio.       |
| Eines der 22 Reviere in Brooklyn soll wegen Rückgang der Kriminalität geschlossen werden. Ausgerechnet Amys „langweiliger“ Ex-Freund Teddy Wells führt die Untersuchung dazu durch. Alle versuchen ihn zu überzeugen, dass das 99. Revier zu wichtig und zu beschäftigt ist. Terry versucht den überteuerten Kopierer zu reparieren, Rosa und Charles wollen die Rattenplage im Revier beseitigen und Amy und Jake treffen sich privat mit Teddy und seiner neuen Freundin. Am Ende zieht sich Teddy aus der Untersuchung ab.     |           |                                                 |                       |                      |                                       |                      |                                    |                 |
| 82 | 14        | Irgendwann knicken sie immer ein                | Serve & Protect       | 18. Apr. 2017        | 10. Aug. 2017                         | Michael Schur        | Andrew Guest & Alexis Wilkinson    | 1,91 Mio.       |
| Veronica, Teddys Nachfolgerin, hatte eine Affäre mit Terry und schwört ihm, dass sie das Revier schließen wird. Amy und Gina versuchen herauszufinden, was Veronica so wütend auf Terry macht. Rosa und Jake arbeiten an einem Fall von Laptop-Diebstahl. Die Besitzerin ist die Hauptdarstellerin einer Kriminalserie. Captain Holt und Charles wollen Veronicas Chef in seinem Urlaub positiv stimmen. |           |                                                 |                       |                      |                                       |                      |                                    |                 |
| 83 | 15        | Danke fürs Heroin, sexy Jesus                   | The Last Ride         | 25. Apr. 2017        | 11. Aug. 2017                         | Linda Mendoza        | David Phillips                     | 1,88 Mio.       |
| Das 99. oder das 74. Revier soll geschlossen werden. Nun muss ein wichtiger Fall her. Es gibt nur keine neuen Fälle, außer einem Fahrraddiebstahl. Als Charles und Jake den Dieb festnehmen, finden sie eine große Menge Heroin. Sie haben noch ein paar Stunden, um diesen Fall zu lösen. Der Zugriff kann aber erst nach Ablauf der Frist zur Entscheidung, welches Revier geschlossen wird, erfolgen. |           |                                                 |                       |                      |                                       |                      |                                    |                 |
| 84 | 16        | Terry hat ein großes Problem                    | Moo Moo               | 2. Mai 2017          | 11. Aug. 2017                         | Maggie Carey         | Phil Augusta Jackson               | 1,72 Mio.       |
| Terry läuft eines Nachts einer Streife über den Weg, die ihn wegen seiner Hautfarbe schlecht behandelt. Amy und Jake passen auf Cagney und Lacey auf, während Terry den Polizisten um ein Treffen bittet. Als das Gespräch nicht gut läuft, reicht Terry offiziell Beschwerde ein. Captain Holt lehnt sie zunächst ab. Terry versteht nicht warum und stürmt zu Holts Haus, um ihm seine Position zu erklären. |           |                                                 |                       |                      |                                       |                      |                                    |                 |
| 85 | 17        | Das 99ste schmeißt ’ne Party                    | Cop-Con               | 9. Mai 2017          | 14. Aug. 2017                         | Giovani Lampassi     | Andy Gosche                        | 1,79 Mio.       |
| Auf einer Polizeimesse wollen die Mitarbeiter des 99. Reviers eine Party schmeißen. Weil Captain Holt sich der Wahl zum Vorstand stellt, will er, dass seine Leute nicht negativ auffallen. Scully verliebt sich auf den ersten Blick in eine Teilnehmerin, Cindy Shatz. Während das Revier die Party gibt, verschwindet der Laptop mit Holts Präsentation für die Vorstandswahl. Sein Gegenkandidat nutzt die Situation aus. |           |                                                 |                       |                      |                                       |                      |                                    |                 |
| 86 | 18        | Amy liebt Prüfungen                             | Chasing Amy           | 9. Mai 2017          | 14. Aug. 2017                         | Luke Del Tredici     | Matt Lawton                        | 1,44 Mio.       |
| Amy bereitet sich auf die Prüfung zum Sergeant vor und ist sehr nervös. Jake versucht ihr zu helfen. Bei einer Testübung dreht sie durch und verschwindet. Terry fällt auf, dass die Spielsachen für die Kinder im Wartebereich absolut veraltet sind. Captain Holt schlägt seine alte Modelleisenbahn vor. Gina bekommt den Boyle-Familiensauerteig von einer verstorbenen Tante von Charles vererbt, welchen er ihr wieder abnehmen will.                                                                                       |           |                                                 |                       |                      |                                       |                      |                                    |                 |
| 87 | 19        | Cowabunga, Mutter                               | Your Honor            | 16. Mai 2017         | 15. Aug. 2017                         | Michael McDonald     | David Phillips & Carly Hallam Tosh | 1,65 Mio.       |
| Richterin Laverne Holt, eine Bundesanwältin und Captain Holts Mutter, besucht ihren Sohn, weil in ihr Haus eingebrochen wurde. Jake nutzt den ihm zugeteilten Fall, um mehr Privates über Holts Kindheit zu erfahren. Scully und Hitchcock wehren sich, dass der Pausenraum neu möbliert wird, denn Terry, Charles und Rosa kommen mit ihrer Innendekoration nicht so gut bei ihnen an. Amy will Gina beibringen, wie man einen Reifen wechselt.                                                                                  |           |                                                 |                       |                      |                                       |                      |                                    |                 |
| 88 | 20        | Willkommen im Schlachthaus                      | The Slaughterhouse    | 16. Mai 2017         | 15. Aug. 2017                         | Victor Nelli Jr.     | Neil Campbell                      | 1,38 Mio.       |
| Jake und Rosa versauen eine mühsam aufgebaute Undercover-Aktion von Lieutenant Melanie Hawkins. Diese versucht, an die „Golden Gang“-Bankräuber zu kommen. Die beiden Kollegen helfen ihr dabei und starten einen Wettbewerb, wer hilfreicher ist. Hitchcock ist eifersüchtig auf Scullys Freundin Cindy und beide verhalten sich kindisch. Terry und Charles wollen sie zur Vernunft bringen. Captain Holt hat sich einen Stift von Amy geliehen und ihn verloren. Amy kann ihm nicht böse sein, aber Holt erwartet das von ihr. |           |                                                 |                       |                      |                                       |                      |                                    |                 |
| 89 | 21        | Ich bin ein sauberer Junge                      | The Bank Job          | 23. Mai 2017         | 16. Aug. 2017                         | Matthew Nodella      | Carol Kolb                         | 1,78 Mio.       |
| Lieutenant Hawkins soll unter die Lupe genommen werden. Dazu holt Rosa die Unterstützung ihres Freundes, Adrian. Mit einem Päckchen Kokain aus der Asservatenkammer verbringen Jake und Rosa einen Abend in einer Bar. Am nächsten Tag sollen sie eine Bank überfallen. Gina ist schwanger. Charles will wissen, wer der Vater ist. Doch Gina hat eine Verschwiegenheitserklärung unterschrieben. Amy und Terry schließen sich der Suche nach der Identität des Vaters an.                                                        |           |                                                 |                       |                      |                                       |                      |                                    |                 |
| 90 | 22        | Wir sind „zinkenlos“                            | Crime and Punishment  | 23. Mai 2017         | 16. Aug. 2017                         | Dan Goor             | Justin Noble & Jessica Polonsky    | 1,50 Mio.       |
| Rosa und Jake erwartet eine Gefängnisstrafe, nachdem Lieutenant Hawkins sie reingelegt hat. Amy hat Alibis für die beiden Angeklagten zusammengestellt. Doch auch Hawkins hat vorgesorgt und präsentiert ein Bankkonto auf den Cayman-Inseln mit dem gestohlenen Geld, eingetragen auf Rosas und Jakes Namen. Das ganze Revier versucht die beiden herauszuboxen. |           |                                                 |                       |                      |                                       |                      |                                    |                 |

## Staffel 5
Die Erstausstrahlung der fünften Staffel war zwischen dem 26. September 2017 und 20. Mai 2018 auf dem US-amerikanischen Fernsehsender Fox zu sehen. Die deutschsprachige Erstveröffentlichung fand am 26. September 2019 auf Netflix per Streaming statt.
| Nr. (ges.) | Nr. (St.) | Deutscher Titel         | Originaltitel       | Erstausstrahlung USA | Deutschsprachige Erstausstrahlung (D/A/CH) | Regie                | Drehbuch                         | Zuschauer (USA) |
| ---------- | --------- | ----------------------- | ------------------- | -------------------- | ------------------------------------------ | -------------------- | -------------------------------- | --------------- |
| 91         | 1         | Das große Haus (Teil 1) | The Big House Pt. 1 | 26. Sep. 2017        | 26. Sep. 2019                              | Tristram Shapeero    | Luke Del Tredici                 | 2,00 Mio.       |
| 92         | 2         | Das große Haus (Teil 2) | The Big House Pt. 2 | 3. Okt. 2017         | 26. Sep. 2019                              | Michael McDonald     | Justin Noble                     | 1,74 Mio.       |
| 93         | 3         | Ein paar Treter         | Kicks               | 10. Okt. 2017        | 26. Sep. 2019                              | Eric Appel           | Andrew Guest                     | 1,68 Mio.       |
| 94         | 4         | Kummerbund              | HalloVeen           | 17. Okt. 2017        | 26. Sep. 2019                              | Jamie Babbit         | Dan Goor                         | 1,69 Mio.       |
| 95         | 5         | Schlechte Karten        | Bad Beat            | 7. Nov. 2017         | 26. Sep. 2019                              | Kat Coiro            | Carol Kolb                       | 1,50 Mio.       |
| 96         | 6         | Die Location            | The Venue           | 14. Nov. 2017        | 26. Sep. 2019                              | Cortney Carrillo     | Matt Lawton                      | 1,65 Mio.       |
| 97         | 7         | Zwei Truthähne          | Two Turkeys         | 21. Nov. 2017        | 26. Sep. 2019                              | Alex Reid            | David Phillips                   | 1,66 Mio.       |
| 98         | 8         | Zurück zu Skyfire       | Return to Skyfire   | 28. Nov. 2017        | 26. Sep. 2019                              | Linda Mendoza        | Neil Campbell                    | 1,73 Mio.       |
| 99         | 9         | 99                      | 99                  | 5. Dez. 2017         | 26. Sep. 2019                              | Payman Benz          | Andy Bobrow                      | 1,94 Mio.       |
| 100        | 10        | Spieleabend             | Game Night          | 12. Dez. 2017        | 26. Sep. 2019                              | Tristram Shapeero    | Justin Noble & Carly Hallam Tosh | 1,93 Mio.       |
| 101        | 11        | Der Gefallen            | The Favor           | 12. Dez. 2017        | 26. Sep. 2019                              | Victor Nelli, Jr.    | Aeysha Carr                      | 1,68 Mio.       |
| 102        | 12        | Safe House              | Safe House          | 18. März 2018        | 26. Sep. 2019                              | Nisha Ganatra        | Andy Gosche                      | 1,92 Mio.       |
| 103        | 13        | Die Verhandlung         | The Negotiation     | 25. März 2018        | 26. Sep. 2019                              | Linda Mendoza        | Phil Augusta Jackson             | 1,83 Mio.       |
| 104        | 14        | Das Verhör              | The Box             | 1. Apr. 2018         | 26. Sep. 2019                              | Claire Scanlon       | Luke Del Tredici                 | 1,78 Mio.       |
| 105        | 15        | Der Rätselmeister       | The Puzzle Master   | 8. Apr. 2018         | 26. Sep. 2019                              | Akiva Schaffer       | Lang Fisher                      | 1,74 Mio.       |
| 106        | 16        | Nutri-Bumm              | NutriBoom           | 15. Apr. 2018        | 26. Sep. 2019                              | Trent O'Donnell      | David Phillips                   | 1,79 Mio.       |
| 107        | 17        | DFW                     | DFW                 | 15. Apr. 2018        | 26. Sep. 2019                              | Jaffar Mahmood       | Jeff Topolski                    | 1,48 Mio.       |
| 108        | 18        | Gray Star Mutual        | Gray Star Mutual    | 22. Apr. 2018        | 26. Sep. 2019                              | Giovani Lampassi     | Jessica Polonsky                 | 1,77 Mio.       |
| 109        | 19        | Junggesell/innen-Party  | Bachelor/ette Party | 29. Apr. 2018        | 26. Sep. 2019                              | Beth McCarthy Miller | Carly Hallam Tosh                | 1,97 Mio.       |
| 110        | 20        | Gleich dort             | Show Me Going       | 6. Mai 2018          | 26. Sep. 2019                              | Maggie Carey         | Phil Augusta Jackson             | 1,67 Mio.       |
| 111        | 21        | Weißer Wal              | White Whale         | 13. Mai 2018         | 26. Sep. 2019                              | Matthew Nodella      | Matt Lawton & Carol Kolb         | 1,75 Mio.       |
| 112        | 22        | Jake und Amy            | Jake & Amy          | 20. Mai 2018         | 26. Sep. 2019                              | Dan Goor             | Dan Goor & Luke Del Tredici      | 1,79 Mio.       |

## Staffel 6
Die Erstausstrahlung der sechsten Staffel war zwischen dem 10. Januar und 16. Mai 2019 auf dem US-amerikanischen Fernsehsender NBC zu sehen. Die deutschsprachige Erstveröffentlichung fand am 10. Januar 2021 auf Netflix per Streaming statt.
| Nr. (ges.) | Nr. (St.) | Deutscher Titel                 | Originaltitel         | Erstausstrahlung USA | Deutschsprachige Erstausstrahlung (D/A/CH) | Regie                | Drehbuch                     | Zuschauer (USA) |
| ---------- | --------- | ------------------------------- | --------------------- | -------------------- | ------------------------------------------ | -------------------- | ---------------------------- | --------------- |
| 113        | 1         | Flitterwochen                   | Honeymoon             | 10. Jan. 2019        | 10. Jan. 2021                              | Giovani Lampassi     | Neil Campbell                | 3,54 Mio.       |
| 114        | 2         | Hitchcock und Scully            | Hitchcock & Scully    | 17. Jan. 2019        | 10. Jan. 2021                              | Cortney Carrillo     | Lang Fisher                  | 2,83 Mio.       |
| 115        | 3         | Die Tratschtante                | The Tattler           | 24. Jan. 2019        | 10. Jan. 2021                              | Jennifer Arnold      | David Phillips               | 2,75 Mio.       |
| 116        | 4         | Vier Züge                       | Four Movements        | 31. Jan. 2019        | 10. Jan. 2021                              | Luke Del Tredici     | Phil Augusta Jackson         | 2,72 Mio.       |
| 117        | 5         | Eine Geschichte zweier Banditen | A Tale of Two Bandits | 7. Feb. 2019         | 10. Jan. 2021                              | Cortney Carrillo     | Luke Del Tredici             | 3,04 Mio.       |
| 118        | 6         | Der Tatort                      | The Crime Scene       | 14. Feb. 2019        | 10. Jan. 2021                              | Michael McDonald     | Justin Noble                 | 2,56 Mio.       |
| 119        | 7         | Die Honigfalle                  | Honeypot              | 21. Feb. 2019        | 10. Jan. 2021                              | Phil Augusta Jackson | Carol Kolb                   | 2,35 Mio.       |
| 120        | 8         | Ein Wort gegen das andere       | He Said, She Said     | 28. Feb. 2019        | 10. Jan. 2021                              | Stephanie Beatriz    | Lang Fisher                  | 2,36 Mio.       |
| 121        | 9         | Das Goldkind                    | The Golden Child      | 7. März 2019         | 10. Jan. 2021                              | Claire Scanlon       | Neil Campbell                | 1,99 Mio.       |
| 122        | 10        | Gintars                         | Gintars               | 14. März 2019        | 10. Jan. 2021                              | Linda Mendoza        | Andy Gosche                  | 2,05 Mio.       |
| 123        | 11        | Der Therapeut                   | The Therapist         | 21. März 2019        | 10. Jan. 2021                              | Rebecca Addelman     | Jeff Topolski                | 2,13 Mio.       |
| 124        | 12        | Wichtige Entscheidungen         | Casecation            | 11. Apr. 2019        | 10. Jan. 2021                              | Beth McCarthy-Miller | Luke Del Tredici             | 1,88 Mio.       |
| 125        | 13        | Der Bunny-Bunny                 | The Bimbo             | 18. Apr. 2019        | 10. Jan. 2021                              | Joe Lo Truglio       | Paul Welsh & Madeline Walter | 1,78 Mio.       |
| 126        | 14        | Tickende Uhren                  | Ticking Clocks        | 25. Apr. 2019        | 10. Jan. 2021                              | Payman Benz          | Carol Kolb                   | 1,69 Mio.       |
| 127        | 15        | Rückkehr des Königs             | Return of the King    | 2. Mai 2019          | 10. Jan. 2021                              | Melissa Fumero       | Phil Augusta Jackson         | 1,65 Mio.       |
| 128        | 16        | Cinco de Mayo                   | Cinco de Mayo         | 9. Mai 2019          | 10. Jan. 2021                              | Rebecca Asher        | David Phillips               | 1,83 Mio.       |
| 129        | 17        | Der Irre                        | Sicko                 | 16. Mai 2019         | 10. Jan. 2021                              | Matthew Nodella      | Justin Noble                 | 1,70 Mio.       |
| 130        | 18        | Das Suizidkommando              | Suicide Squad         | 16. Mai 2019         | 10. Jan. 2021                              | Dan Goor             | Dan Goor & Luke Del Tredici  | 1,53 Mio.       |

## Staffel 7
Die Erstausstrahlung der siebten Staffel lief vom 6. Februar bis zum 23. April 2020 auf dem US-amerikanischen Fernsehsender NBC. Die deutschsprachige Veröffentlichung fand seit dem 5. November 2021 beim deutschen Free-TV-Sender ProSieben statt. Seit dem 6. Februar 2022 ist die gesamte siebte Staffel bei Netflix abrufbar.
| Nr. (ges.) | Nr. (St.) | Deutscher Titel       | Originaltitel          | Erstausstrahlung USA | Deutschsprachige Erstausstrahlung (D) | Regie            | Drehbuch                         | Zuschauer (USA) |
| ---------- | --------- | --------------------- | ---------------------- | -------------------- | ------------------------------------- | ---------------- | -------------------------------- | --------------- |
| 131        | 1         | Die Jagd ist eröffnet | Manhunter              | 6. Feb. 2020         | 5. Nov. 2021                          | Cortney Carrillo | David Phillips                   | 2,66 Mio.       |
| 132        | 2         | Captain Kim           | Captain Kim            | 6. Feb. 2020         | 8. Nov. 2021                          | Luke Del Tredici | Carol Kolb                       | 1,99 Mio.       |
| 133        | 3         | Pimento               | Pimemento              | 13. Feb. 2020        | 9. Nov. 2021                          | Michael McDonald | Justin Noble                     | 1,79 Mio.       |
| 134        | 4         | Manege frei           | The Jimmy Jab Games II | 20. Feb. 2020        | 10. Nov. 2021                         | Neil Campbell    | Vanessa Ramos                    | 1,85 Mio.       |
| 135        | 5         | Debbie                | Debbie                 | 27. Feb. 2020        | 11. Nov. 2021                         | Claire Scanlon   | Marcy Jarreau                    | 1,74 Mio.       |
| 136        | 6         | Baby Boom             | Trying                 | 5. März 2020         | 12. Nov. 2021                         | Kim Nguyen       | Evan Susser & Van Robichaux      | 1,82 Mio.       |
| 137        | 7         | Ding Dong             | Ding Dong              | 12. März 2020        | 15. Nov. 2021                         | Claire Scanlon   | Jess Dweck                       | 2,12 Mio        |
| 138        | 8         | Der Rückwärts-Coup    | The Takeback           | 19. März 2020        | 16. Nov. 2021                         | Michael McDonald | Dewayne Perkins                  | 2,32 Mio.       |
| 139        | 9         | Glitter-Flitter       | Dillman                | 26. März 2020        | 17. Nov. 2021                         | Kyra Sedgwick    | Paul Welsh & Madeline Walter     | 2,14 Mio.       |
| 140        | 10        | Admiral Peralta       | Admiral Peralta        | 2. Apr. 2020         | 18. Nov. 2021                         | Linda Mendoza    | Neil Campbell                    | 2,06 Mio.       |
| 141        | 11        | Mitternachts-Juwelen  | Valloweaster           | 9. Apr. 2020         | 19. Nov. 2021                         | Matthew Nodella  | Luke Del Tredici & Jeff Topolski | 2,04 Mio.       |
| 142        | 12        | Fluffy-Boy            | Ransom                 | 16. Apr. 2020        | 22. Nov. 2021                         | Rebecca Asher    | Nick Perdue & Beau Rawlins       | 2,05 Mio.       |
| 143        | 13        | Blackout              | Lights Out             | 23. Apr. 2020        | 23. Nov. 2021                         | Dan Goor         | Dan Goor & Luke Del Tredici      | 2,24 Mio.       |

## Staffel 8
Die Erstausstrahlung der achten Staffel war vom 12. August bis zum 16. September 2021 auf dem US-amerikanischen Fernsehsender NBC zu sehen. Seit dem 30. Dezember 2022 ist die achte Staffel auch in deutschsprachiger Version bei Netflix abrufbar.
| Nr. (ges.) | Nr. (St.) | Deutscher Titel                                     | Originaltitel     | Erstausstrahlung USA | Deutschsprachige Erstausstrahlung (—) | Regie                | Drehbuch                             | Zuschauer (USA) |
| ---------- | --------- | --------------------------------------------------- | ----------------- | -------------------- | ------------------------------------- | -------------------- | ------------------------------------ | --------------- |
| 144        | 1         | Die Guten / Wir sind von den Guten                  | The Good Ones     | 12. Aug. 2021        | 30. Dez. 2022                         | Cortney Carrillo     | David Phillips & Dewayne Perkins     | 1,84 Mio.       |
| 145        | 2         | Das Haus am See / Operation Wachtelkönig            | The Lake House    | 12. Aug. 2021        | 30. Dez. 2022                         | Kevin Bray           | Neil Campbell & Marcy Jarreau        | 1,34 Mio.       |
| 146        | 3         | Die blaue Grippe                                    | Blue Flu          | 19. Aug. 2021        | 30. Dez. 2022                         | Claire Scanlon       | Carol Kolb                           | 2,01 Mio.       |
| 147        | 4         | Vereinbarkeit / Der Todesschrei der Läuse           | Balancing         | 19. Aug. 2021        | 30. Dez. 2022                         | Daniella Eisman      | Evan Susser & Van Robichaux          | 1,48 Mio.       |
| 148        | 5         | PB & J / Tiger und Tuks                             | PB & J            | 26. Aug. 2021        | 30. Dez. 2022                         | Gail Mancuso         | Lamar Woods & Jeff Topolski          | 1,90 Mio.       |
| 149        | 6         | Benutzt / Reingelegt                                | The Set Up        | 26. Aug. 2021        | 30. Dez. 2022                         | Maggie Carey         | Jess Dweck & Nick Perdue             | 1,45 Mio.       |
| 150        | 7         | Der einzig wahre Boyle / Die Mutter der Mutterteige | Game of Boyles    | 2. Sep. 2021         | 30. Dez. 2022                         | Thembi Banks         | Paul Welsh & Madeline Walter         | 1,85 Mio.       |
| 151        | 8         | Erneuerung / Auf ein Neues                          | Renewal           | 2. Sep. 2021         | 30. Dez. 2022                         | Beth McCarthy Miller | Stephanie A. Ritter & Beau Rawlins   | 1,32 Mio.       |
| 152        | 9         | Der letzte Coup – Teil 1                            | The Last Day Pt 1 | 16. Sep. 2021        | 30. Dez. 2022                         | Linda Mendoza        | Luke Del Tredici & Audrey E. Goodman | 1,88 Mio.       |
| 153        | 10        | Der letzte Coup – Teil 2                            | The Last Day Pt 2 | 16. Sep. 2021        | 30. Dez. 2022                         | Claire Scanlon       | Dan Goor                             | 1,88 Mio.       |